# مارك بويس
مارك ستيفن بويس (من مواليد 24 مايو 1950) هو أستاذ علم البيئة السكانية في جامعة ألبرتا، قسم العلوم البيولوجية، ورئيس جمعية ألبرتا للحفظ في مصايد الأسماك والحياة البرية. من بين الموضوعات الأخرى، كتب كثيرًا عن تحليل جدوى السكان ووظائف اختيار الموارد. كان العمل المبكر على التطور الديموغرافي وتاريخ الحياة. في عام 1993 بدأ البحث عن اختيار الموائل ودمج الموائل مع بيولوجيا السكان. بدأ بحثًا عن الأيائل في النظام البيئي في يلوستون الكبرى في عام 1977، وفي عام 1988 تم تجنيده من قبل خدمة المتنزهات القومية  لبناء نموذج محاكاة لتوقع عواقب إعادة الذئب إلى متنزه يلوستون الوطني. تم نشر نماذج المحاكاة هذه بواسطة حديقة يلوستون الوطنية لتبرير الإطلاق النهائي للذئاب في عام 1995. واصل العديد من طلاب الدراسات العليا وزملاء ما بعد الدكتوراه عمل يلوستون. بعد الانتقال إلى جامعة ألبرتا في عام 1999، كانت معظم الأبحاث على الثدييات والطيور في ألبرتا.
في عام 2014، تم انتخابه كعضو في الجمعية الملكية الكندية.

## اختر الجوائز والتقدير
- جائزة سي هارت ميريام، 2017، الجمعية الأمريكية لعلماء الثدييات
- ميدالية ميروسلاف رومانوفسكي، 2016، الجمعية الملكية الكندية
- زميل الجمعية الملكية الكندية
- زميل جمعية الحياة البرية
- أستاذ كيلام السنوي، 2011-12، جامعة ألبرتا
- جائزة المحافظة الدولية للعام، 2007، مؤسسة نادي سفاري الدولية
- فاي كابا فاي، 1998، جامعة ويسكونسن ستيفنز بوينت
- جائزة الباحث الأكاديمي، 1994، فرع سيجما شي جامعة ويسكونسن ستيفنز بوينت.
- الأستاذية المتميزة، 1993، 1999، جامعة ويسكونسن ماديسون.
- كرسي فاليير للإيكولوجيا، 1993، جامعة ويسكونسن ستيفنز بوينت.
- حلف الناتو. زمالة ما بعد الدكتوراه، 1982–83، مؤسسة العلوم الوطنية، جامعة أكسفورد، المملكة المتحدة.